# Wilhelmsburger Inselpark
Koordinaten: 53° 29′ 41,1″ N, 10° 0′ 7,9″ O

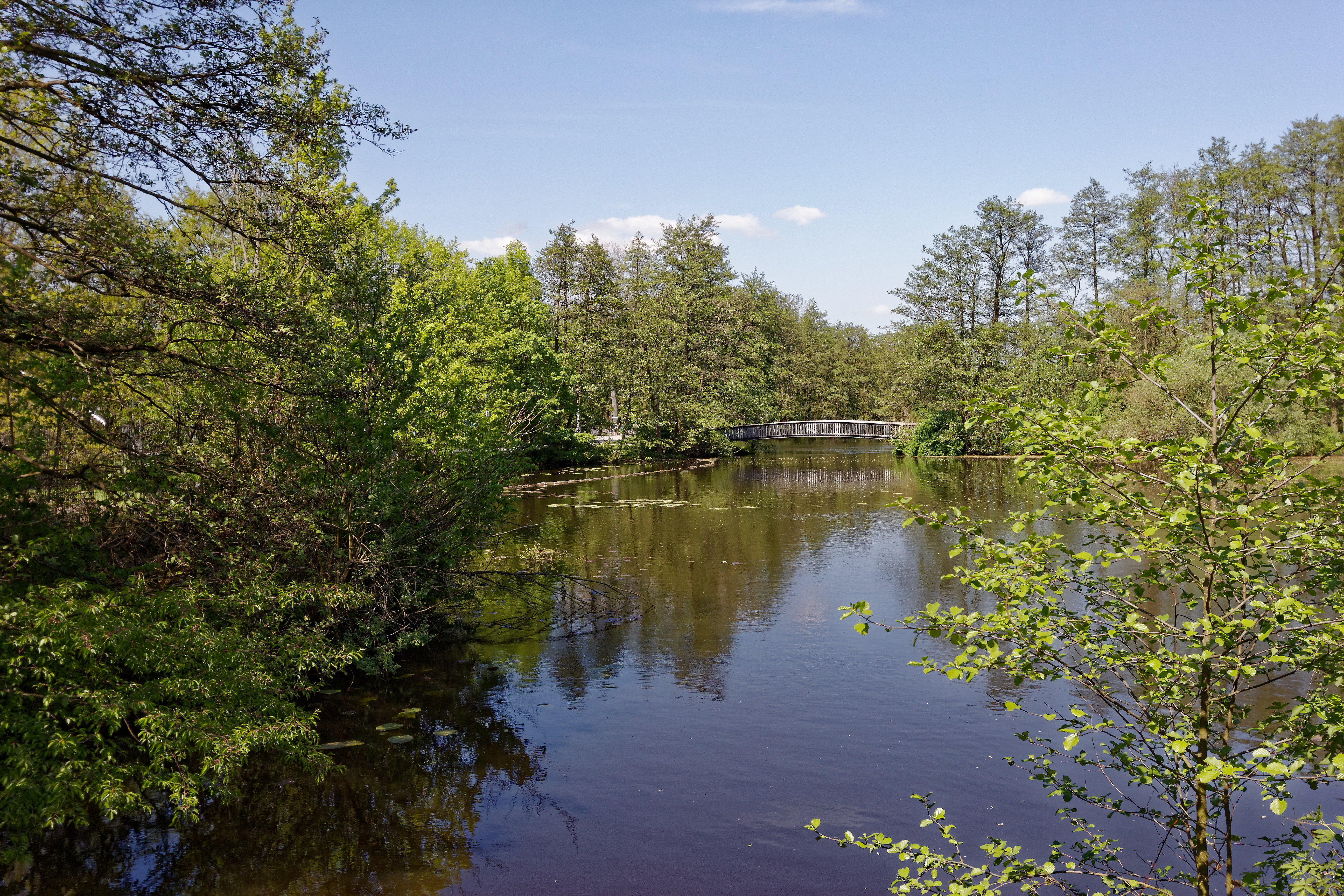
Blick über den See Mahlbusen im westlichen Teil des Parks

Der Wilhelmsburger Inselpark ist eine öffentliche Grünanlage im Stadtteil Wilhelmsburg im Bezirk Hamburg-Mitte. Er entstand als Nachnutzung des Geländes der Internationalen Gartenschau 2013 und wurde am 14. Oktober 2013 eröffnet.

## Lage, Benennung und Größe
Der Park wird begrenzt durch die Straßen „Neuenfelder Straße“, „Kornweide“ und „Georg-Wilhelm-Straße“ sowie im Osten durch die dort verlaufenden Bahngleise. Der Haupteingang befindet sich am „Gertrud-von-Thaden-Platz“, nahe der S-Bahn-Haltestelle „Wilhelmsburg“ und der Behörde für Stadtentwicklung und Wohnen sowie der Behörde für Umwelt und Energie. Im Norden grenzt der „Wilhelmsburger Inselpark“ an den „Wilhelmsburger Rathauspark“, der davon getrennt eine eigenständige Grünanlage ist.
Benannt wurde der Park zum einen durch den Stadtteil, in dem er liegt, und zum anderen nach dessen Eigenschaft als Elbinsel.
Der „Wilhelmsburger Inselpark“ hat eine Gesamtfläche von 100 Hektar.

## Entstehung
Bereits bei den Planungen zur IGS wurde beschlossen, das bisherige Gelände, das bis dahin aus Wiesen, Kleingärten, Biotopen und dichtem Strauch- und Baumwerk bestand, zunächst für die Gartenschau herzurichten und später in einen Volkspark zu überführen.

## Ausstattung und Gestaltung
Der „Wilhelmsburger Inselpark“ verfügt über mehrere Liegewiesen, offizielle Grillplätze, drei Spielplätze für Kinder und Sportbereiche, einen Kanukanal, einen Hochseilgarten, ein Terrassenrestaurant und einen Kiosk.

## Rechtliche Vorschriften
Gemäß dem Hundegesetz von 2006 gilt für die Mitnahme von Hunden auf das Parkgelände Leinenzwang. Es gibt keine Öffnungszeiten; sofern die Nachtruhe eingehalten wird, ist der Park jederzeit nutzbar.